# Vas ob gozdu
Vas ob gozdu (izviren angleški naslov: The Village) je ameriška grozljivka iz leta 2004, delo scenarista, producenta in režiserja M. Night Shyamalana.